# Abílio Augusto da Fonseca Pinto
Abílio Augusto da Fonseca Pinto (Coimbra, 27 de maio de 1830 — Coimbra, 12 de outubro de 1893) bacharel em Direito pela Universidade de Coimbra, intelectual e escritor. Assinou boa parte da sua obra como AA da Fonseca Pinto.